# Bisbat de Patti

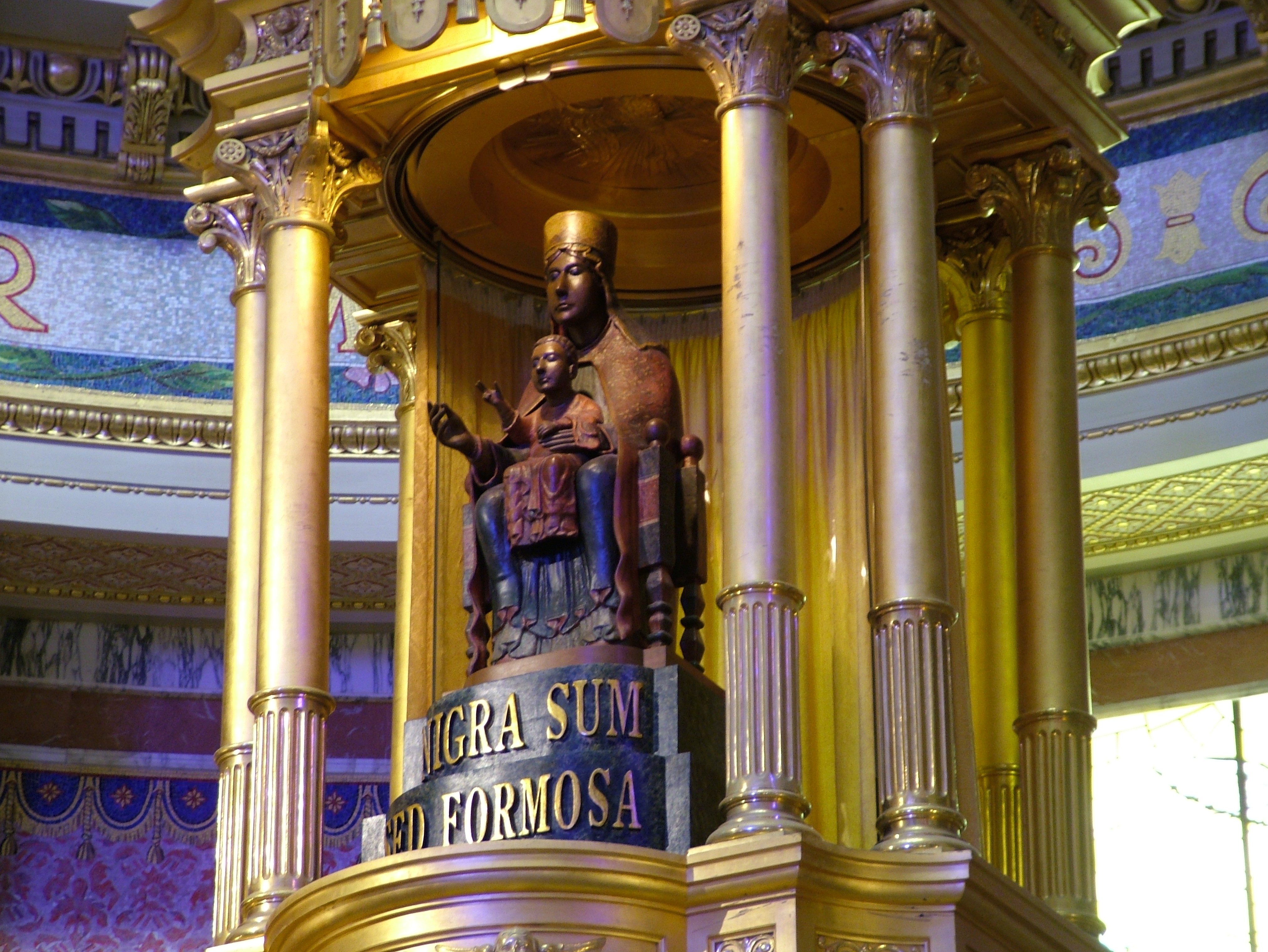
L'estàtua de la Mare de Déu Negre, conservada al Sanctuari Diocesà de Tindari

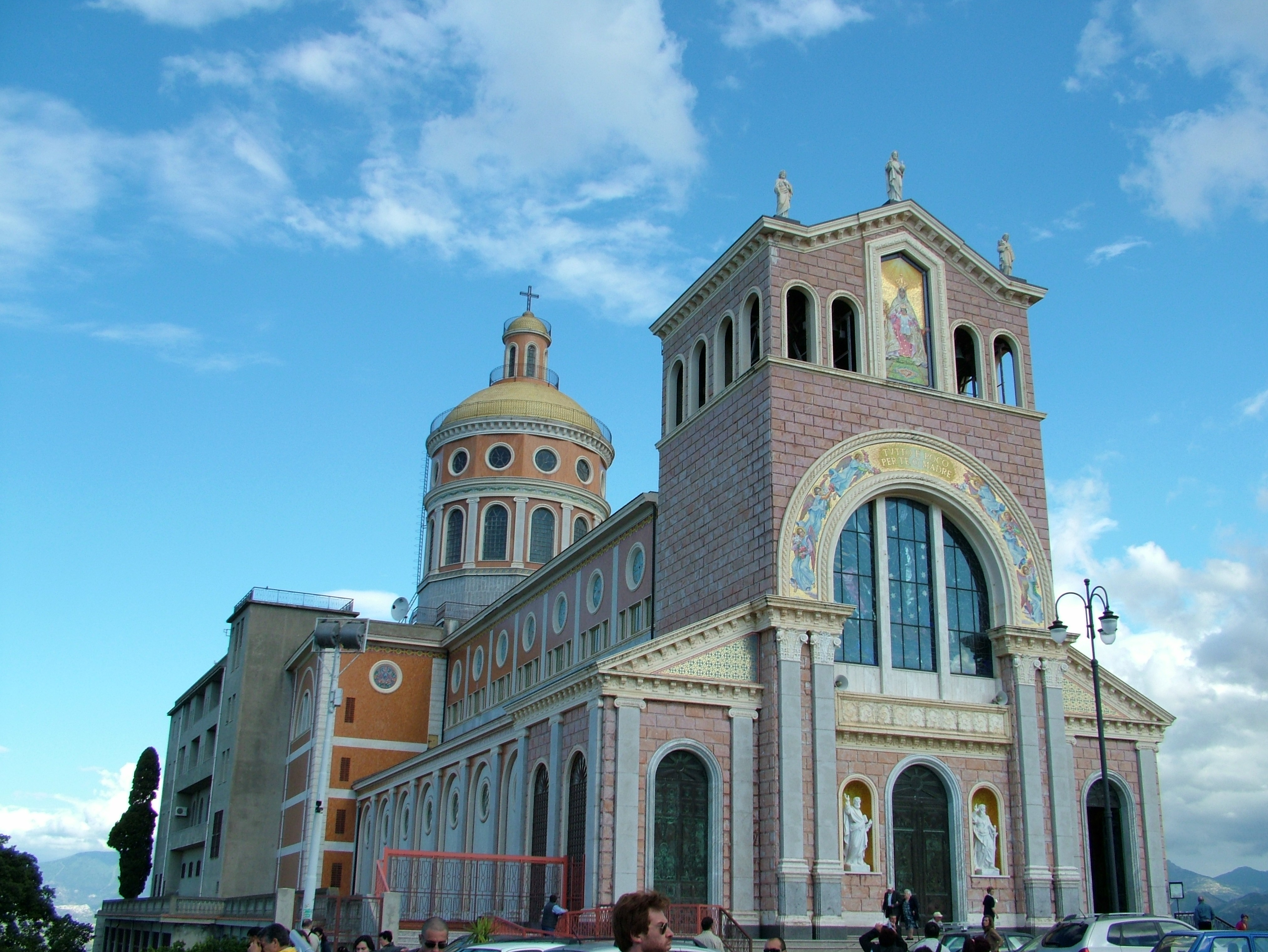
El santuari de Tindari

El bisbat de Patti (italià: diocesi di Patti; llatí: Dioecesis Pactensis) és una seu de l'Església catòlica, sufragània de l'arquebisbat de Messina-Lipari-Santa Lucia del Mela, que pertany a la regió eclesiàstica Sicília. El 2013 tenia 161.400 batejats d'un total 166.400 habitants. Actualment està regida pel bisbe Ignazio Zambito.

## Territori
La diòcesi comprèn la ciutat de Patti i 41 municipis més de la província de Messina: Ficarra, San Piero Patti, Sant'Angelo di Brolo, San Teodoro, Ucria, Acquedolci, Alcara Li Fusi, Brolo, Capizzi, Capo d'Orlando, Capri Leone, Caronia, Castel di Lucio, Castell'Umberto, Cesarò, Floresta, Frazzanò, Galati Mamertino, Gioiosa Marea, Librizzi, Longi, Militello Rosmarino, Mirto, Mistretta, Montagnareale, Motta d'Affermo, Naso, Oliveri, Pettineo, Piraino, Raccuja, Reitano, San Fratello, San Marco d'Alunzio, San Salvatore di Fitalia, Sant'Agata di Militello, Santo Stefano di Camastra, Sinagra, Torrenova, Tortorici i Tusa.
La seu episcopal és la ciutat de Patti, on es troba la basílica catedral de Sant Bartomeu, un antic edifici d'una sola nau on es custodien la imatge i el relicari de santa Febronia, així com la tomba d'estil renaixentista de la reina Adelaida del Vasto, muller del comte Roger d'Altavilla. També a Patti es troba la cocatedral dels Sants Màrtirs del segle XX, consagrada el 2012.
El territori està dividit en 84 parròquies, reagrupades en sis vicariats forans.

### Vicariats
- Vicariat forà de Patti, que comprèn les parròquies de Patti, Montagnareale, Oliveri, Gioiosa Marea, San Piero Patti i Librizzi.
- Vicariat forà de Brolo, que comprèn les parròquies de Brolo, Ficarra, Gioiosa Marea, Piraino, Raccuja, Sant'Angelo di Brolo, Sinagra i Ucria.
- Vicariat forà de Capo d'Orlando, que comprèn les parròquies de Capo d'Orlando, Castell'Umberto, Naso, San Salvatore di Fitalia i Tortorici.
- Vicariat forà de Rocca di Capri Leone, que comprèn les parròquies de Capri Leone, Frazzanò, Galati Mamertino, Longi, San Marco d'Alunzio i Torrenova.
- Vicariat forà de Sant'Agata di Militello, que comprèn les parròquies de Sant'Agata di Militello, Acquedolci, Alcara Li Fusi, Cesarò, Militello Rosmarino, San Fratello i San Teodoro.
- Vicariat forà de Santo Stefano di Camastra, que comprèn les parròquies de Santo Stefano di Camastra, Capizzi, Caronia, Castel di Lucio, Mistretta, Motta d'Affermo, Reitano i Tusa.

## Història
Els orígens de la diòcesi de Patti, hereva de l'antiga diòcesi de Tindari, erigida a principis del segle vi, datada a partir de finals del segle xi, quan el comte Roger va emprendre la conquesta de Sicília substraient-la als àrabs. Roger fundà a Patti una abadia benedictina, dedicada al Santíssim Salvador (1094), que es va ser unida amb la que ell mateix havia fundat a l'illa de Lipari, de manera que els dos monestirs van ser governats per un sol abat.
En 1131 l'antipapa Anaclet II, amb el suport de Roger II, va convertir en episcopats les dues abadies, nomenant com a bisbe l'abat Giovanni. Aquests actes, però, van ser derogats pel Papa Innocenci II en 1139, durant el segon Concili de Laterà, i el bisbe Giovanni va ser deposat.
El 1157 el Papa Eugeni III va erigir la diòcesi de Patti i Lipari, unides aeque principaliter, i va nomenar el primer bisbe, Gilberto. El papa Alexandre III en 1166 va sotmetre les dues diòcesi a la seu metropolitana de Messina.
La unió de les dues seus es va mantenir fins al 18 d'abril de 1399, quan el Papa Bonifaci IX, amb el breu Dudum ex certis, dividí les dues diòcesis i va traslladar el bisbe Francesco Gattolo a la seu de Lipari, i va nomenar Francesco Hermemir per a la seu de Patti. Amb una altra butlla, el Papa va haver de determinar les possessions de cadascú, en què els dos prelats havien trobat una manera de lluitar.
En 1588 el bisbe Gilberto Isfar y Corillas, l'assignació d'un ingrés estable per a l'educació dels clergues, va establir el seminari diocesà, tot i que l'acta de fundació va ser promulgada el 16 de desembre de 1656 pel bisbe Ludovico Alfonso de Los Cameros. El 1865 dos terços de l'edifici del seminari van ser confiscats per l'Estat, que també es va apropiar de quatre convents de Patti, per habilitar-les com a escoles, casernes i cementiri. Només en 1924 el bisbe Fernando Fiandaca va guanyar un judici civil i va recuperar part dels edificis sagrats confiscats.
Fins a l'abolició del feudalisme a Sicília els bisbes de Patti exercien, en una gran part del territori de la diòcesi, els drets i obligacions del senyor feudal, presumint també dels títols de gran castellà de Patti, baró de Gioiosa Guàrdia, príncep o dinasta de Santissimo Salvatore i comte de Librizzi.

## Sants de la diòcesi i patrons
- Bartomeu apòstol, patró principal de la diòcesi
- Santa Febronia, verge i màrtir, patrona de la ciutat de Patti
- Sants Alfi, Filadelfi i Cirino, màrtirs, patrons de San Fratello
- Sant Benet de San Fratello, religioso, patró di Acquedolci
- San Calogero, ermità, patró de San Salvatore di Fitalia i de Cesarò
- Sant Cono de Naso, anacoreta, patró de Naso
- San Lorenzo da Frazzanò, sacerdot, patró de Frazzanò
- San Nicolau Politi, ermità, patró d'Alcara li Fusi
- Sant Pere Tomàs, bisbe de Patti
- Sant Fèlix de Nicòsia, religiós, copatró de Mistretta
- Santa Marina Pandarita da Castania antiga patrona de Castania (avui Castell'Umberto)

## Cronologia episcopal
- Giovanni I, O.S.B. † (1131 - 1139 deposat) (antibisbe)

- Gilberto † (1157 - 1166)
- Stefano † (1180 - 1199)
- Anselmo † (citat el 1207)
- Giacomo † (inicis de 1222 - 25 de setembre de 1225 nomenat arquebisbe de Capua)
- Pagano † (10 d'octubre de 1229 - 3 de març de 1246 mort)
- Rinaldo † (15 de febrer de 1248 - ?)
- Filippo † (1250 - 1254 mort)
- Bartolomeo Varello, O.P. † (5 de gener de 1254 - 1282 mort)
  - Matteo † (1284 - ?) (administrador apostòlic)
- Pandolfo † (25 de febrer de 1286 - finals de 1296 mort)
- Giovanni II † (31 de gener de 1304 - 1324 mort)
- Pietro I, O.P. † (inicis de 1325 - ?)
  - Francesco Di Pietro † (1342 - ?) (bisbe electe)
- Vincenzo, O.F.M. † (27 de novembre de 1342 - 1346 mort)
- Pietro II, O.F.M. † (15 de febrer de 1346 - 21 de gener de 1354 mort)
- Sant Pietro Tommaso, O.Carm. † (16 de novembre de 1354 - 10 de maig de 1359 nomenat bisbe de Corone)
- Giovanni Graffeo, O.F.M. † (17 de juliol de 1360 - ? mort)
- Ubertino, O.F.M. † (28 de novembre de 1373 - 1386 deposat)
- Francesco, O.P. † (30 de maig de 1386 - 18 de març de 1388 nomenat bisbe de Mazara del Vallo)
- Ubertino, O.F.M. † (16 de maig de 1390 - 18 d'agost de 1397 nomenat bisbe de Gaeta) (per segona vegada)
- Francesco Gattolo † (18 de desembre de 1397 - 18 d'abril de 1399 nomenat bisbe de Lipari)
- Francesco Hermemir † (12 de maig de 1399 - 1400 mort)
- Paolo Oleni † (18 de juliol de 1401 - 26 de juny de 1402 nomenat arquebisbe d'Oristany)
- Filippo Ferrerio o de Ferrario, O.Carm. † (8 de juliol de 1402 - 4 de juliol de 1414 nomenat bisbe d'Agrigent)
- Matteo di Catania, O.P. † (4 de juliol de 1414 - de maig de 1431 mort)
  - Antonio Stabile, O.F.M. † (1431 - 1434)
  - Archito di Ventimiglia, O.F.M. † (31 de març de 1432 - ? mort) (administrador apostòlic)
- Giovanni de Interbartolis † (3 d'octubre de 1435 - 1437 mort)
- Giacomo Porzio † (18 de desembre de 1437 - 21 d'abril de 1449 nomenat arquebisbe de Messina)
  - Francesco Meloni † (? - 4 de juny de 1449 nomenat bisbe de Bosa) (bisbe electe)
- Leonardo Goto † (20 de febrer de 1450 - d'octubre de 1450 mort)
  - Domenico Xarach † (1451 - 1451)
- Corrado Caracciolo † (3 de desembre de 1451 - 1478 mort)
  - Giovanni de Cortellis † (1479)
- Giacomo di Santa Lucia, O.F.M. † (7 de juliol de 1480 - vers 1482 mort)
- Giovanni d'Aragona † (24 d'octubre de 1482 - 1484)
  - Giovanni Moles † (1484)
  - Giacomo III † (1484)
- Giacomo Antonio Leofanti † (9 de febrer de 1486 - de gener de 1494 mort)
- Giovanni Marquet, O.P. † (16 de juny de 1494 - d'abril de 1499 mort)
- Michele di Figueroa † (4 de setembre de 1500 - 10 de maig de 1517 mort)
  - Vincenzo Bettino † (1518) (bisbe electe)
- Francisco de Urríes † (21 de juny de 1518 - 8 de juny de 1534 nomenat bisbe d'Urgell)
- Arnaldo Albertin † (12 de setembre de 1534 - 7 d'octubre de 1544 mort)
- Gerolamo Sigismondi, O.S.B. † (14 de desembre de 1545 - 1548 mort)
- Bartolomé Sebastián Valero de Arroitia † (9 de gener de 1549 - 1 d'octubre de 1567 nomenat arquebisbe de Tarragona)
- Antonio Rodríguez de Pazos y Figueroa † (17 de setembre de 1568 - 29 d'octubre de 1578 renuncià)
- Gilberto Isfar y Corillas † (23 de gener de 1579 - 15 d'abril de 1600 mort)
- Bonaventura Secusio, O.F.M. † (30 d'abril de 1601 - 17 d'agost de 1605 nomenat arquebisbe de Messina)
- Juan de Rada, O.F.M. † (16 de gener de 1606 - inicis de 6 de gener de 1609 mort)
- Vincenzo Napoli † (2 de desembre de 1609 - 23 d'agost de 1648 mort)
- Ludovico Ridolfi † (19 de juliol de 1649 - 28 d'octubre de 1649 mort)
- Luca Conchiglia † (27 de febrer de 1651 - d'octubre de 1652 mort)
- Ludovico Alfonso de Los Cameros † (12 de gener de 1654 - 16 d'octubre de 1656 nomenat arquebisbe de Monreale)
- Simone Rau e Requesens † (8 de juliol de 1658 - 20 de setembre de 1659 mort)
- Ignazio d'Amico † (31 de juliol de 1662 - 15 de desembre de 1666 nomenat bisbe d'Agrigent)
- Giovanni Antonio Geloso † (17 de juny de 1669 - 3 de novembre de 1669 mort)
- Vincenzo Maffia, O.P. † (20 d'abril de 1671 - 16 de novembre de 1674 mort)
- Antonio Bighetti † (28 de març de 1678 - de maig de 1678 mort)
- Francesco Martinelli † (22 de gener de 1680 - 3 d'abril de 1681 mort)
- Matteo Fazio, O.P. † (26 de gener de 1682 - 6 de setembre de 1692 mort)
- Giuseppe Migliaccio † (18 de maig de 1693 - 24 de novembre de 1698 nomenat arquebisbe de Messina)
- Francesco Girgenti, C.O. † (11 d'abril de 1699 - vers 1701 mort)
  - Giuseppe Filangeri † (1702 renuncià) (bisbe electe)
  - Francesco Giglio † (1703 renuncià) (bisbe electe)
- Ettore Algaria † (17 de desembre de 1703 - 24 de juliol de 1713 mort)
  - Francesco Rodriquez o Requirez † (1713) (bisbe electe)
  - Giuseppe Barbara † (1713) (bisbe electe)
  - Sede vacante (1713-1723)
- Pietro Galletti † (30 d'agost de 1723 - 28 de novembre de 1729 nomenat bisbe de Catània)
- Giacomo Bonanno, C.R. † (5 de maig de 1734 - 28 de maig de 1753 nomenat arquebisbe de Monreale)
- Girolamo Gravina, C.R. † (10 de desembre de 1753 - 17 d'abril de 1755 mort)
- Carlo Mineo † (16 de febrer de 1756 - 7 de setembre de 1771 mort)
- Salvatore Pisano † (14 de desembre de 1772 - de maig de 1781 mort)
- Raimondo Moncada, C.R. † (25 de febrer de 1782 - 1813 mort)
- Silvestro Todaro, O.F.M.Conv. † (22 de juliol de 1816 - 21 d'abril de 1821 mort)
- Nicolò Gatto † (15 de novembre de 1823 - 31 de desembre de 1831 mort)
- Giuseppe Saitta † (30 de setembre de 1833 - 20 de juny de 1838 mort)
- Martino Orsino † (25 de juliol de 1844 - 8 de febrer de 1860 mort)
- Michelangelo Celesia, O.S.B. † (23 de març de 1860 - 27 d'octubre de 1871 nomenat arquebisbe de Palerm)
- Carlo Vittore Papardo, C.R. † (27 d'octubre de 1871 - 22 de novembre de 1874 mort)
- Giuseppe Maria Maragioglio, O.F.M.Cap. † (15 de març de 1875 - 20 de gener de 1888 mort)
- Giovanni Previtera † (1 de juny de 1888 - 14 de febrer de 1903 mort)
- Francesco Maria Traina † (22 de juny de 1903 - 17 de novembre de 1911 mort)
- Ferdinando Fiandaca † (10 d'abril de 1912 - 1 d'agost de 1930 nomenat arquebisbe titular de Cirro)
- Antonio Mantiero † (26 de setembre de 1931 - 29 d'agost de 1936 nomenat bisbe de Treviso)
- Angelo Ficarra † (12 d'octubre de 1936 - 2 d'agost de 1957 nomenat arquebisbe titular de Leontopoli di Augustamnica)
- Giuseppe Pullano † (2 d'agost de 1957 - 30 de novembre de 1977 mort)
- Carmelo Ferraro (30 de març de 1978 - 3 de novembre de 1988 nomenat bisbe d'Agrigent)
- Ignazio Zambito, des del 12 de maig de 1989

## Estadístiques
A finals del 2013, la diòcesi tenia 161.400 batejats sobre una població de 166.400 persones, equivalent 97,0% del total.
| any  | població | població | població | sacerdots | sacerdots       | sacerdots       | sacerdots             | diaques | religiosos | religiosos | parroquies |
| ---- | -------- | -------- | -------- | --------- | --------------- | --------------- | --------------------- | ------- | ---------- | ---------- | ---------- |
| any  | batejats | total    | %        | total     | clergat secular | clergat regular | batejats por sacerdot | diaques | homes      | dones      |            |
| 1950 | 217.850  | 218.000  | 99,9     | 207       | 183             | 24              | 1.052                 |         | 31         | 142        | 71         |
| 1970 | 200.000  | 200.000  | 100,0    | 170       | 147             | 23              | 1.176                 |         | 28         | 203        | 82         |
| 1980 | 166.900  | 168.600  | 99,0     | 159       | 145             | 14              | 1.049                 |         | 17         | 154        | 83         |
| 1990 | 169.500  | 171.600  | 98,8     | 142       | 131             | 11              | 1.193                 |         | 14         | 123        | 84         |
| 1999 | 160.000  | 164.000  | 97,6     | 134       | 127             | 7               | 1.194                 | 1       | 16         | 138        | 84         |
| 2000 | 160.000  | 164.000  | 97,6     | 134       | 127             | 7               | 1.194                 |         | 7          | 130        | 84         |
| 2001 | 160.000  | 164.000  | 97,6     | 132       | 125             | 7               | 1.212                 |         | 7          | 135        | 84         |
| 2002 | 160.000  | 164.000  | 97,6     | 129       | 125             | 4               | 1.240                 |         | 4          | 134        | 84         |
| 2003 | 160.000  | 164.000  | 97,6     | 126       | 122             | 4               | 1.269                 |         | 7          | 137        | 84         |
| 2004 | 160.000  | 164.000  | 97,6     | 120       | 116             | 4               | 1.333                 |         | 7          | 136        | 84         |
| 2013 | 161.400  | 166.400  | 97,0     | 113       | 113             |                 | 1.428                 |         |            | 120        | 84         |